# 헬렌 워커
헬렌 워커(Helen Walker, 1920년 7월 17일 ~ 1968년 3월 10일)는 미국의 배우, 영화배우이다.

## 영화
- 클루니 브라운 (1946년) - 엘리자베스 베티 크림 역
- 럭키 조단 (1942년)